# Rozkoš (Humpolec)
Rozkoš (německy Roskosch) je vesnice, část města Humpolec v okrese Pelhřimov. Nachází se asi 2 km na východ od Humpolce. Prochází zde silnice I/34 a silnice II/348. V roce 2009 zde bylo evidováno 133 adres. Žije zde 293 obyvatel.
Rozkoš leží v katastrálním území Rozkoš u Humpolce o rozloze 1,64 km².

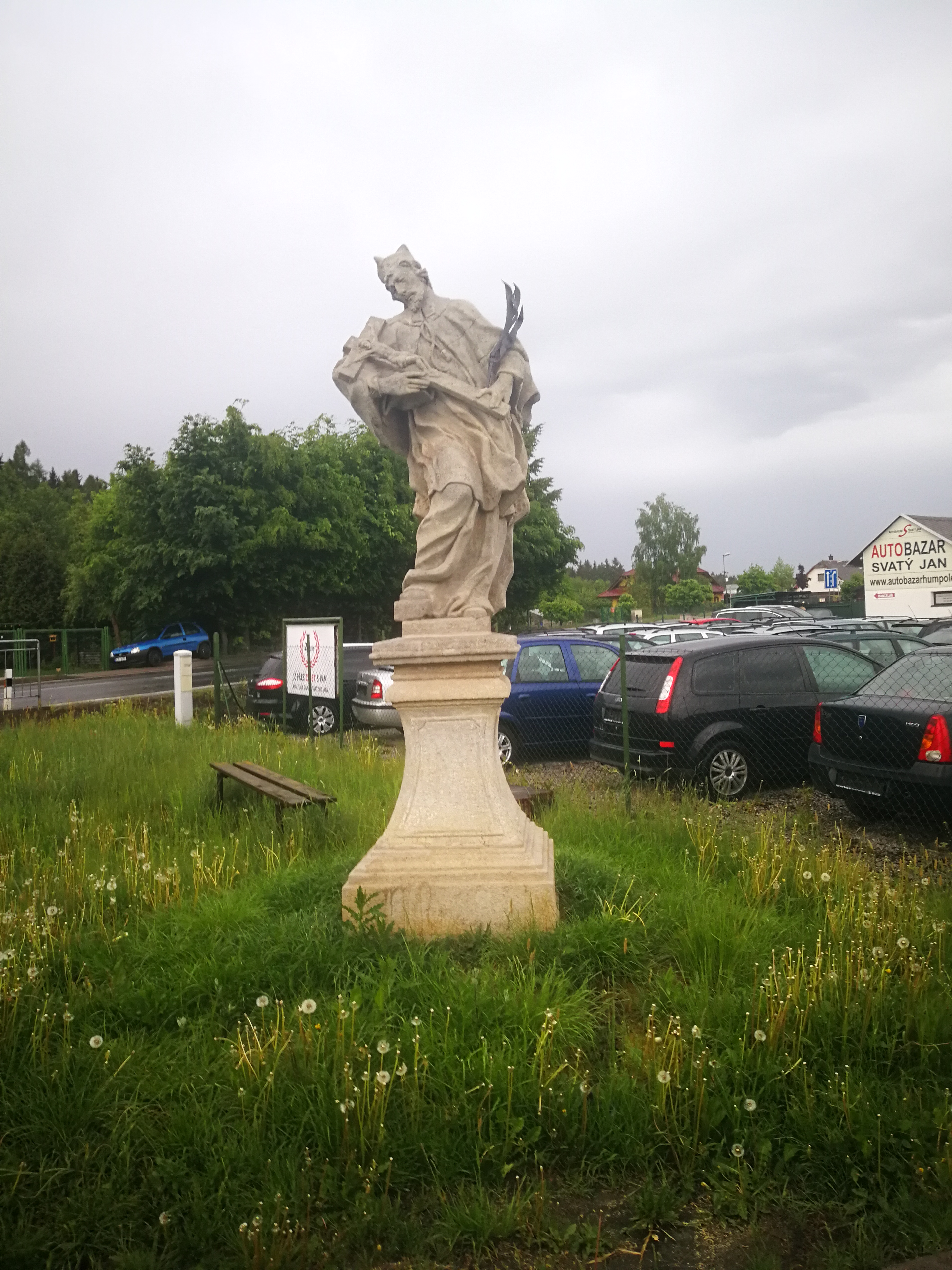
Socha Jana Nepomuckého na rozcestí silnice 1. a 2. třídy